# Port lotniczy Pantelleria
Port lotniczy Pantelleria – jedyny port lotniczy na wyspie Pantellerii, obsługuje głównie ruch turystyczny pomiędzy Sycylią a wyspą. Położony jest na południowy wschód od Sycylii. Modernizacje przeprowadzone w latach 2007–2009 pozwalają na obsługę maksymalnie 2600 pasażerów dziennie, co pozwala na płynne działanie lotniska po 2015 roku, na kiedy przewidziano wzrost pasażerów do 300 tys. rocznie.

## Historia
W 1976 rozpoczęto prace nad budową pierwszego portu lotniczego-cywilnego, zastąpionego obecną konstrukcją z roku 1989. Między 1976 i 1982 prowadzono prace przedłużenia drogi startowej, które pozwoliły na przyjmowanie większych maszyn lotniczych niż do tej pory, takich jak np. DC9/30.
Meridiana obsługuje tu dwa połączenia dziennie z Palermo. Wprowadzenie regularnych połączeń pomiędzy największymi miastami wschodniej Sycylii jest ważnym czynnikiem stymulującym wzrost gospodarczy wyspy.

## Linie lotnicze i połączenia
| Linia Lotnicza | Kierunek                                                                                   |
| -------------- | ------------------------------------------------------------------------------------------ |
| DAT            | 1. Katania 2. Palermo 3. Trapani                                                           |
| ITA Airways    | Sezonowo: 1. Mediolan-Linate 2. Rzym-Fiumicino                                             |
| Volotea        | Sezonowo: 1. Bolonia 2. Mediolan-Bergamo 3. Mediolan-Linate 4. Neapol 5. Wenecja 6. Werona |